# ろ座ベータ星
ろ座β星(ろざベータせい、β Fornacis, β For)は、ろ座の恒星で4等星。
14等級の伴星CCDM J02491-3224Bが存在する。